# Kup europskih prvaka 1964./65. (košarka)
Ovo je osmo izdanje Kupa europskih prvaka u košarci. Real Madrid obranio je naslov. Sudjelovalo je 25 momčadi: igrao se kvalifikacijski turnir, osmina završnice, četvrtzavršnica, poluzavršnica i završnica. Jugoslavija je imala jednog predstavnika: OKK Beograd. Tijekom izbacivanja igrale su se dvije utakmice i nije bio važan broj pobjeda (moglo je biti 1:1) nego razlika u pogocima.

## Turnir

### Poluzavršnica
- Real Madrid -  OKK Beograd 84:61, 96:113
- Ignis Varese -  CSKA Moskva 57:58, 67:69

### Završnica
- CSKA Moskva -  Real Madrid 88:81, 62:76

- europski prvak:  Real Madrid (drugi naslov)
  - sastav ([1]): Miguel González, José Ramón Durand, Julio Descartín, Lolo Sainz, Fernando Modrego, Jorge García, Emiliano Rodríguez, Carlos Sevillano, Jim Scott, Clifford Luyk, Bob Burgess, Moncho Monsalve, trener Pedro Ferrándiz